# Łożniczy
Łożniczy (łac. cubiculari, lectistrator) – urząd dworski I Rzeczypospolitej. 
Łożniczy był odpowiedzialny za królewską sypialnię: słanie łoża, pościel, bieliznę osobistą. W czasach Stefana Batorego, zaczęli używać tytułu podkomorzego. Wyparci przez szambelanów w czasach stanisławowskich.